# Championnats d'Afrique de dames
Les championnats d'Afrique de dames sont des compétitions internationales de dames organisées afin de déterminer le meilleur compétiteur africain de dames internationales et de dames russes.
L'Afrique, particulièrement l'Afrique francophone, a en effet une longue tradition de pratique du jeu de dames. Le continent a même donné un champion du monde en 1963, le sénégalais Baba Sy, et produit avant lui de grands joueurs tels que Woldouby.

## Championnat d'Afrique de dames internationales
Le Championnat d'Afrique de dames internationales est organisé par la Confédération africaine de jeu de dames. Elle attribue des places qualificatives pour participer au championnat du monde de dames internationales.
| Année | Lieu                     | Champion               | Argent                | Bronze              |
| ----- | ------------------------ | ---------------------- | --------------------- | ------------------- |
| 1980  | Dakar Sénégal            | Bassirou Ba            | Ameth Diaw            | Issa Traore         |
| 1982  | Abidjan Côte d'Ivoire    | Djedje Patrice Kouassi | Issa Traore           | Bassirou Ba         |
| 1984  | Dakar Sénégal            | Habib Kane             | Mamina Ndiaye         | As Malick El Diallo |
| 1985  | Conakry Guinée           | Habib Kane             | Macodou Ndiaye        | Mamina Ndiaye       |
| 1988  | Bamako Mali              | Macodou Ndiaye         | Mamina Ndiaye         |                     |
| 1990  | Bamako Mali              | Macodou Ndiaye         | Souleymane Bah        | Mamina Ndiaye       |
| 1992  | Abidjan Côte d'Ivoire    | Macodou Ndiaye         | N'Diaga Samb          | Issa Traore         |
| 1994  | Dakar Sénégal            | Macodou Ndiaye         | Bassirou Ba           | Daouda Diakhite     |
| 1996  | Abidjan Côte d'Ivoire    | Bassirou Ba            | Gaoussou Sidibe       | Hamadou Zeba        |
| 2000  | Yaounde Cameroun         | Jean Marc Ndjofang     | Leopold Kouoguéu      | As Malick El Diallo |
| 2003  | Dakar Sénégal            | Bassirou Ba            | Leopold Kouoguéu      | N'Diaga Samb        |
| 2006  | Yaounde Cameroun         | Leopold Kouoguéu       | N'Diaga Samb          | Jean Marc Ndjofang  |
| 2009  | Banjul Gambie            | Macodou Ndiaye         | Jean Marc Ndjofang    | N'Diaga Samb        |
| 2010  | Bamako Mali              | Jean Marc Ndjofang     | Mor Seck              | N'Diaga Samb        |
| 2012  | Ouadagoudou Burkina Faso | Ncho Joel Atse         | Charles Akoi          | Thomy Mbongo        |
| 2014  | Niamey Niger             | Freddy Loko            | N'Diaga Samb          | Jean Marc Ndjofang  |
| 2016  | Bamako Mali              | N'Diaga Samb           | Alain Bukasa          | Jean Marc Ndjofang  |
| 2018  | Thies Sénégal            | Ncho Joel Atse         | N'Diaga Samb          | Landry Nga          |
| 2022  | Bamako, Mali             | Ncho Joel Atse         | Mukendi Reagan Lutete | Adonis Joachim Ano  |

### Blitz
| Année | Lieu           | Champion           | Argent             | Bronze                |
| ----- | -------------- | ------------------ | ------------------ | --------------------- |
| 2014  | Niamey, Niger  | Jean Marc Ndjofang | Ncho Joel Atse     |                       |
| 2016  | Bamako, Mali   | Jean Marc Ndjofang | Landry Nga         | Ncho Joel Atse        |
| 2018  | Thies, Sénégal | Jean Marc Ndjofang | Ncho Joel Atse     | Landry Nga            |
| 2022  | Bamako, Mali   | Ncho Joel Atse     | Adonis Joachim Ano | Mukendi Reagan Lutete |

## Championnat d'Afrique féminin de dames
| Année | Lieu                   | Championne         | Argent                 | Bronze                  |
| ----- | ---------------------- | ------------------ | ---------------------- | ----------------------- |
| 2018  | Abidjan, Côte d'Ivoire | Biagne Elsa Negbre | Ahondjo Darlene Sotchi | Marie-Pascale Lorougnon |

## Championnat d'Afrique 64 cases de dames russes
Les premiers championnats d'Afrique de dames sur 64 cases ont été organisés par l'International Draught Federation.
| Année | Lieu            | Champion        | Argent             | Bronze             |
| ----- | --------------- | --------------- | ------------------ | ------------------ |
| 2016  | Lusaka Zambie   | Richard Mwaamba | Moses Winesi       | Ecock Makoka Banda |
| 2018  | Blantyre Malawi | Lukanga Mwambwe | Ecock Makoka Banda | Thoma Madalitso    |